# WAV
Waveform Audio File Format (WAVE, WAV, от англ. waveform — «в форме волны») — формат файла-контейнера для хранения записи оцифрованного аудиопотока, подвид RIFF. Этот контейнер, как правило, используется для хранения несжатого звука в импульсно-кодовой модуляции. Однако контейнер не налагает каких-либо ограничений на используемый алгоритм кодирования.
WAV-аудиофайл может быть изменён практически в любом аудиоредакторе. WAV формат работает со сжатым звуком в системах семейства Windows через ACM. Любой ACM-кодек может быть использован для сжатия WAV-файла.
Будучи форматом, производным от RIFF, WAV-файлы могут иметь метаданные (тэги) в чанке INFO. В дополнение к этому, в WAV-файлы могут быть встроены метаданные стандарта XMP. Также WAV-файлы могут содержать встроенные IFF «списки», которые могут содержать несколько «подчанков».

## Сравнение схем кодирования
Аудио в файлах WAV может быть закодировано в различных форматах аудиокодирования, таких как GSM или MP3, для уменьшения размера файла.
| Формат                                       | Битрейт (кбит/сек]) | 1 минута (кБайт) |
| -------------------------------------------- | ------------------- | ---------------- |
| 11025 Гц 16 бит PCM                          | 176.4               | 1292             |
| 8000 Гц 16 бит PCM                           | 128                 | 938              |
| 11025 Гц 8 бит PCM                           | 88.2                | 646              |
| 11025 Гц Мю-закон                            | 88.2                | 646              |
| 8000 Гц 8 бит PCM                            | 64                  | 469              |
| 8000 Гц Мю-закон                             | 64                  | 469              |
| 11025 Гц 4 бит АДИКМ                         | 44.1                | 323              |
| 8000 Гц 4 бит АДИКМ                          | 32                  | 234              |
| 11025 Гц GSM 06.10                           | 18                  | 132              |
| 8000 Гц MP3 16 килобит/сек                   | 16                  | 117              |
| 8000 Гц GSM 06.10                            | 13                  | 103              |
| 8000 Гц Lernout & Hauspie SBC 12 килобит/сек | 12                  | 88               |
| 8000 Гц DSP Group Truespeech                 | 9                   | 66               |
| 8000 Гц MP3 8 килобит/сек                    | 8                   | 60               |
| 8000 Гц Lernout & Hauspie CELP               | 4.8                 | 35               |

Вышеперечисленные файлы являются WAV-файлами; даже те, которые используют сжатие MP3, имеют расширение .wav.